# Lista de clubes de futebol do Amazonas
Esta é uma lista de clubes de futebol do Amazonas.

### Campeonato Amazonense de2024
Fonte(s): 
| - Amazonas (Manaus) - Manauara (Manaus) - Manaus (Manaus) - Nacional (Manaus) - Operário (Manacapuru) | - Princesa do Solimões (Manacapuru) - Rio Negro (Manaus) - RPE/Parintins (Parintins) - São Raimundo (Manaus) - Unidos do Alvorada (Manaus) |

- Nota 2: Desde 2022, o Parintins FC manda seus jogos no município de Rio Preto da Eva.[2]

### Campeonato Amazonense - Segunda Divisão de2024
Fonte(s): (a ser definido).
| - CDC Manicoré (Manicoré) - Clipper (Manaus) - Fast Clube (Manaus) - JC FC (Itacoatiara) | - RB do Norte (Manaus) - Sete (Manaus) - Sul América (Manaus) - Tarumã (Manaus) |

- Nota 2: o Librade desistiu da competição.

## Outros clubes
| - América (Manaus) - ASA (Manaus) - Atlético Amazonense (Manaus) - CEPE (Iranduba) - Grêmio Coariense (Coari) | - Grêmio Humaitá (Humaitá) - Holanda (Rio Preto da Eva) - Iranduba (Iranduba) - Libermorro (Manaus) - Librade (Manaus) | - Manaus Compensão (Manaus) - Nacional Borbense (Borba) - Nilton Lins (Manaus) - Olaria (Humaitá) - Olímpico (Manaus) |

- Nota: o Iranduba foi punido em 2023 por envolvimento com esquema de apostas[3][4] e absolvido em dezembro do mesmo ano por falta de provas[5], entrando com ofício na Federação para disputar a primeira divisão estadual em 2024[6], mas a FAF entrou com uma medida no STJD para que o clube não fosse inscrito e as punições mantidas. O órgão determinou, no entanto, que o clube fosse inscrito na edição de 2025[7].

## Amadores ou extintos
| - Amazonas SC (Manaus) - Amazonense (Manaus) - Auto Esporte (Manaus) - Barés (Manaus) - Botafogo (Itacoatiara) - Brasil (Manaus) - Comercial (Manaus) - Clímax (Manaus) | - Copacabana (Manaus) - Cruzeiro do Sul (Manaus) - Educandos (Manaus) - Eldorado (Manaus) - Estrela do Norte (Manaus) - Euterpe (Manaus) - Expressinho (Manaus) - Fluminense (Manaus) - General Osório (Manaus) | - Guanabara (Manaus) - Guarani (Manaus) - Independência (Manaus) - Internacional (Manaus) - Labor (Manaus) - Libertador (Manaus) - Luso (Manaus) - Manaos Athletic (Manaus) - Manaos Sporting (Manaus) | - Monte Christo (Manaus) - Náutico (Manaus) - Naval (Manaus) - Nacional (Parintins) - Paissandu (Manaus) - Princesa Isabel (Manaus) - Rodoviária (Manaus) - Racing (Manaus) - Raiz (Manaus) - Riachuelo (Manaus) | - Rio Branco (Manaus) - Roraima (Manaus) - Santos (Manaus) - São Geraldo (Manaus) - Satellite (Manaus) - Sport Club Foot-ball Manáos (Manaus) - Tijuca Clube (Manaus) - União Popular (Manaus) - União Portuguesa (Manaus) - Vasco da Gama (Manaus) |

## Futebol feminino
| - 3B da Amazônia (Manaus) - Iranduba (Iranduba) - Nilton Lins (Manaus) | - Rio Negro (Manaus) - São Raimundo (Manaus) |